# Sidi Bouzid Est
Sidi Bouzid Est est une délégation tunisienne dépendant du gouvernorat de Sidi Bouzid.
En 2004, elle compte 48 371 habitants dont 24 268 hommes et 24 103 femmes répartis dans 9 009 ménages et 10 361 logements.